# Einwohnerentwicklung der Stadt Katowice
Anhand der Einwohnerentwicklung der Stadt Katowice (Kattowitz) lässt sich der industrielle Aufstieg der Stadt seit der Mitte des 19. Jahrhunderts, der Bevölkerungsschub in der Zeit der Volksrepublik Polen sowie der durch den Strukturwandel bedingte Niedergang seit der Wende in Polen nachvollziehen.

## Einwohnerentwicklung
Bis 1914, als die Gutsbezirke Brynow und Kattowitz-Schloss eingemeindet wurden, ist die Bevölkerungszunahme ausschließlich auf die Entstehung, bzw. den Ausbau der Kernstadt zurückzuführen. Das unbedeutende Dorf im sumpfigen Rawa-Tal stieg zu den wichtigsten Industriestädten des Oberschlesischen Industriereviers auf.
Am 15. Juli 1924 wurden die angrenzenden Gemeinden Bogucice, Brynów, Dąb, Ligota, Załęska Hałda, Załęże und Zawodzie, eingemeindet, worauf sich die Bevölkerungszahl auf 112.822 verdoppelte – dadurch wurde Kattowitz Großstadt.
Es folgten weitere großflächige Eingemeindungen und der Bau neuer Großwohnsiedlungen (siehe Kattowitz#Eingemeindungen), wodurch die Stadt 1988 371.800 Einwohner erreichte. Seit der Wende und dem einhergehenden Strukturwandel ist eine stetige Abnahme der Bevölkerung zu verzeichnen. Im Vergleich zum Höchststand 1988 hat die Stadt gut 20 % ihrer Einwohner verloren.
Nach einem Bericht der Gazeta Wyborcza vom Juli 2013 hatte Kattowitz zum 30. Juni 2013 289.384 Einwohner mit ständigem Wohnsitz in der Stadt. Damit wäre die Einwohnerzahl der Stadt erstmals unter 300.000 Einwohner gesunken und läge damit unter dem Stand von 1970.

## Einwohnerzahlen

Einwohnerentwicklung der Stadt Kattowitz

Die folgende Tabelle gibt die Einwohnerentwicklung der Stadt Kattowitz nach dem jeweiligen Gebietsstand wieder. Zum Teil handelt es sich um Schätzungen, oder aufgerundete Zahlen.
| Jahr             | Einwohner |
| ---------------- | --------- |
| 1783             | 294       |
| 1817             | 486       |
| 1825             | 675       |
| 1840             | 1.326     |
| 1855             | 2.945     |
| 1861             | 3.780     |
| 1866             | 4.815     |
| 1870             | 6.780     |
| 1871             | 7.500     |
| 1873             | 8.132     |
| 1875             | 11.000    |
| 1885             | 14.200    |
| 1890             | 16.513    |
| 1897             | 25.000    |
| 1. Dezember 1900 | 31.738    |
| 1905             | 35.772    |
| 1. Dezember 1910 | 43.173    |
| 1914             | 46.586    |
| 1923             | 56.739    |
| 1. Juli 1924     | 112.822   |
| 1931             | 127.044   |
| 1939             | 126.058   |

| Jahr              | Einwohner |
| ----------------- | --------- |
| 1. Mai 1945       | 107.735   |
| 14. Februar 1946  | 128.229   |
| 1970              | 303.000   |
| 1975              | 350.000   |
| 1980              | 355.100   |
| 1988              | 371.800   |
| 1991              | 366.600   |
| 1994              | 359.300   |
| 31. Dezember 1995 | 351.521   |
| 31. Dezember 1996 | 350.974   |
| 31. Dezember 1997 | 348.974   |
| 31. Dezember 1998 | 345.934   |
| 31. Dezember 1999 | 333.244   |
| 31. Dezember 2000 | 330.625   |
| 31. Dezember 2001 | 328.103   |
| 31. Dezember 2002 | 325.045   |
| 31. Dezember 2003 | 322.285   |
| 31. Dezember 2004 | 319.904   |
| 31. Dezember 2005 | 317.220   |
| 31. Dezember 2006 | 314.500   |
| 31. Dezember 2007 | 312.201   |
| 31. Dezember 2008 | 309.621   |

| Jahr              | Einwohner |
| ----------------- | --------- |
| 31. Dezember 2012 | 307.233   |
| 31. Dezember 2020 | 290.553   |